# 다마데정
다마데정(일본어: 玉出町)은 일본 오사카부 니시나리군에 설치되었던 정이다. 현재의 오사카시 니시나리구에 해당한다.

## 개요
오사카 시가지의 남쪽에 위치하며, 1973년 이후 마을 이름으로는 대체로 니시나리구 기시리 2-3초메, 센본키타 1초메, 센본나카 1-2초메, 센본미나미 1-2초메, 다마데니시 1초메, 다마데나카 1-2초메, 다마데히가시 1초메 전역과 다마데니시 2초메, 다마데히가시 2초메, 시오지 2초메, 센본키타 2초메, 기시리히가시 2초메 대부분, 다다치 3초메 일부, 텐카타바시 3초메의 일부, 덴가챠야 3초메의 일부, 텐진노모리 2초메의 일부 기시리히가시1초메의 서부, 타치바나3초메의 일부, 덴가차야3초메의 일부, 텐진노모리2초메의 일부에 해당한다. 
메이지 시대 무렵까지는 농촌이었으나 다이쇼 시대 무렵부터 오사카시로 이어지는 주거지, 공업지대로 인구가 급증했다. 
처음에는 가즈마촌의 명칭이었으나, 1915년 11월 1일에 정으로 승격해 다마데정이 되었다. '다마데'라는 명칭은 이케네 신사 부근을 가리키던 소자(小字)의 명칭에서 따온 것이다. 
1925년 4월 1일 오사카시에 편입되면서 폐지되었다. 

## 지리
다이쇼 시대에는 택지화로 인해 외지에서 전입자가 급증하면서 정 전체를 단위로 한 번지 표시가 불편해지자 정 이름을 정하려는 계획이 제기되었다. 정 구역의 실지 조사를 거쳐 새로운 정 이름 안이 마을 의회에서 심의되었지만, 시행은 연기되어 1925년 오사카시 편입에 이르렀다. 오사카시 편입 후에는 일단 구 정 전역이 '니시나리구 다마데초'가 되었고, 1927년 1월부터 초 이름 설정 및 개칭이 실시되었다. 

## 역사
16세기에는 마을 동부의 가즈마 신가(勝間新家)가 텐가차야(天下茶屋)라고 불리게 되었다. 덴가차야의 취락은 덴묘~칸세이 시대(18세기 말)에 가쓰마촌에서 도나리군 덴노지촌으로 편입된 것으로 전해진다. 다만 1752년 '덴노지 관내지도'에는 덴가차야가 덴노지 촌의 취락 중 하나로 그려져 있다. 덴가차야는 가쓰마촌(다마데정), 이마미야촌(이마미야정), 덴노지촌 3개 촌의 경계 부근 일대를 가리키는 지명이었다.
에도 시대에는 밭밭 여덟 개 촌이라고도 불리는 농촌 지역이었다. 오사카 시가지에 채소를 공급하는 것 외에도 카츠마 목화라고 불리는 면화 재배가 활발했다. 또한 기즈무라에서 가쓰촌을 거쳐 가루하마로 가는 가즈마 가도가 정을 남북 방향으로 지나며 기슈 가도의 우회도로 역할을 하였다.
메이지 시대 초기에는 한때 인접한 쓰모리신다와 공동으로 마을 행정을 실시하기도 했으며, 1889년 정촌제에 의한 가쓰마촌이 성립하였다. 메이지 시대 전반까지는 농촌지대였으나, 메이지 시대 후기에는 오사카 시가지의 발전에 따라 오사카시와 인접한 지리적 조건으로 인해 주택지로 변모하였다. 
인구가 급증함에 따라 가쓰마촌은 1915년 11월 1일에 정으로 승격해 다마데정이 되었다. 다마데정의 '다마데'라는 명칭은 가쓰마촌의 소자(小字) 중 하나에서 따온 것이다. 
그 후 1925년 4월 1일, 오사카시에 편입되면서 니시나리구가 되어 다마데정은 폐지되었다.

## 교통
정내에는 난카이 철도(현 난카이 본선), 고야선(현 난카이 고야선), 한카이선(현 한카이 전기 궤도 한카이선)의 3개 노선이 지나고 있었다.
난카이 철도는 정을 남북으로 관통하며, 정내에는 기시노리역과 다마데역의 2개 역이 설치되었다. 기시노리역과 다마데역은 모두 현재의 기시노리 다마데역의 전신이다.
다마데역은 1907년 9월 가즈마촌의 요청으로 설치되었다. 난카이 철도는 당초 역 설치 계획이 없었지만, 촌이 역 부지를 난카이 철도에 기부하면서 역이 설치되었다. 또한 기시노리역에 대해서도 역 주변 지주가 역 설치 비용 6000여 엔을 기부해 1913년 7월에 설치되었다.
고야철도(1922년 난카이 철도 고야선)는 1900년 9월 카츠마역을 설치했다. 가즈마역은 1903년 2월 아베노역으로 개칭되었고, 아베노역은 1925년 3월 기시노리역으로 통합되었다.
한카이 전기 궤도(1915년 난카이 철도 한카이선)는 정 동부를 남북으로 관통하며 미야노시타역과 가쓰마역의 2개 역이 설치되었다. 미야노시타역은 1960년대까지 휴지・폐지되었고, 가쓰마역은 현재의 히가시타마데 정거장에 해당한다. 

## 참고문헌
- 大阪府西成郡玉出町役場『大阪府西成郡玉出町誌』大阪府西成郡玉出町役場、1924年。
- 川端直正『西成区史』西成区市域編入40周年記念事業委員会、1968年。